# Magstatt-le-Bas
Magstatt-le-Bas är en kommun i departementet Haut-Rhin i regionen Grand Est (tidigare regionen Alsace) i nordöstra Frankrike. Kommunen ligger i kantonen Sierentz som tillhör arrondissementet Mulhouse. År 2022 hade Magstatt-le-Bas 516 invånare.

## Befolkningsutveckling
Antalet invånare i kommunen Magstatt-le-Bas
| Referens: INSEE |